# Lychnorhizidae
Lychnorhizidae es una familia de medusas.

## Géneros
Los siguientes géneros están reconocidos en la familia Lychnorhizidae:
- Anomalorhiza
- Lychnorhiza
- Pseudorhiza